# Liernais
Liernais è un comune francese di 477 abitanti situato nel dipartimento della Côte-d'Or nella regione della Borgogna-Franca Contea.

## Storia

### Simboli
Lo stemma è stato adottato nel 1985 e riprende il blasone della famiglia Bouhier (d'azzurro, al bue passante d'oro), antichi signori di uno dei due feudi, con nel capo quello dei Mancini-Lazzarini, signori dell'altro feudo con il fascio (Mazzarino) e i lucci (Mancini duchi di Nevers e Donzy). Il bue rappresenta anche l'allevamento della razza charolaise.

## Società

### Evoluzione demografica
Abitanti censiti